# CA Votuporanguense
Der CA Votuporanguense ist ein Fußballverein aus Votuporanga im brasilianischen Bundesstaat São Paulo.

## Geschichte
Votuporanguense wurde am 11. Dezember 2009 als Associação Atlética Votuporanguense gegründet. Er sollte die Nachfolge des gleichnamigen Klubs aus Votuporanga antreten, welcher von 1959 bis 2000 bestand. Dieser hatte 36 Mal an Ligen der Staatsmeisterschaft von São Paulo teilgenommen, aber niemals in deren obersten Spielklasse. Kurz nach seiner Gründung wurde der Klub in seinen heutigen Namen umbenannt und nimmt seit 2010 am Spielbetrieb der Staatsmeisterschaften teil.
Im Staatspokal von São Paulo 2018 erreichte Votuporanguense die Finalspiele. In diesen erreichte man in den beiden Spielen gegen Ferroviária jeweils ein 1:1, so dass die Entscheidung über den Titelgewinn im Elfmeterschießen gefunden werden musste. Hier konnte sich der Klub mit 5:4 durchsetzen. Der Erfolg berechtige Votuporanguense zur erstmaligen Teilnahme am Copa do Brasil, dem nationalen Pokalwettbewerb. Im Copa do Brasil 2019 traf der Klub in der ersten Runde in der Gruppe 5 auf den Ypiranga FC. Man unterlag mit 0:1 und schied aus dem Turnier aus. Nachdem im Staatspokal 2024 wieder das Finale erreicht wurde, Niederlagen nach 1:0 / 0:1 / 3:4 im Elfmeterschießen gegen Atlético Monte Azul, durfte Votuporanguense zum zweiten Mal im Pokal antreten. Im Copa do Brasil 2025 trat der Klub in der Gruppe 15 gegen den AA Aparecidense an. Die reguläre Spielzeit wurde 2:2 abgeschlossen, im Elfmeterschießen gewann Aparecidense mit 4:5.

## Teilnahme an Fußballwettbewerben
| Wettbewerb                   | Teilnahmen                             |
| ---------------------------- | -------------------------------------- |
| Copa do Brasil               | 2× – 2019, 2025                        |
| Staatsmeisterschaft Série A2 | 6× – 2016–2020, 2025–                  |
| Staatsmeisterschaft Série A3 | 7× – 2013–2015, 2021–2024              |
| Staatsmeisterschaft Série A4 | 3× – 2010–2012                         |
| Staatspokal                  | 6× – 2014, 2016, 2018–2019, 2021, 2024 |

## Erfolge
- Staatsmeisterschaft von São Paulo – Série A4: 2012
- Staatspokal von São Paulo: 2018
- Staatsmeisterschaft von São Paulo – Série A3: 2024